# امی سوزوکی (بازیگر)
امی سوزوکی (انگلیسی: Emi Suzuki؛ زادهٔ ۱۳ سپتامبر ۱۹۸۵) مدل (شخص)، بازیگر، و شخصیت‌های تلویزیونی در ژاپن اهل چین است. وی از سال ۱۹۹۹ میلادی تاکنون مشغول فعالیت بوده‌است.